# اتحادیه ضمالیه
اتحادیه ضمالیه (به لاتین: Dhamaliya Union) یک منطقهٔ مسکونی در بنگلادش است که در Dumuria Upazila واقع شده‌است.